# Gaj nad Mariborom
Gaj nad Mariborom – wieś w Słowenii, w gminie miejskiej Maribor. W 2018 roku liczyła 216 mieszkańców. 